# 钦定皇舆西域图志
《钦定皇舆西域图志》，简称《西域图志》，是由清朝大学士傅恒、刘统勋等人自乾隆二十一年（公元1756年）起，历时27年编撰完成的清代第一部关于新疆的官修地方志。期间并被编入《四库全书》，全书四十八卷，大约六十万字。此书介绍了西域地区的建制、风俗、物产等关于清政府经营、管理、开发西北边疆的措施和成果。该书既有实地测绘，也收集正史、书籍、奏章、文告等历史资料，使得此书资料相对质实，成为研究清朝前期及之前时代新疆地区历史地理重要的文献之一。

## 成书背景及目的
乾隆二十年（公元1755年），清军占领伊犁，从而统一了天山以北的地区。然而史书记载的不一致给新到来的统治者带来了极大的不便，比如有史书曾将楼兰记载为“落克兰”、将伊犁记载为“屈里”。加之《康熙皇舆全览图》的西北边境仅到达哈密厅。乾隆帝为了让清廷对新疆有所了解和便于其统治新疆，以及纠正前史书的错误并为了统一地名便开始着手策划编写《西域图志》。另外，《西域图志》编撰的目的同时也是为了突出乾隆帝的历史功绩。

## 编撰过程
乾隆二十一年（公元1756年）2月13日，乾隆帝首次批示开展《西域图志》编撰的工作。乾隆令刘统勋与何国宗办理测绘事宜，第一次测绘工作正式开始。测绘领队由礼部侍郎、左都御史何国宗担任，成员包括蒙古正白旗生员五官正明安图、大学士刘统勋，那海负责后勤工作，努三、富德、哈清负责安保工作，西洋教士钦天监蒋友仁、葡萄牙传教士傅作霖和高慎思也参与到测绘工作中。测绘队分为南北两路，分别测得迪化府、库尔喀喇乌苏、伊犁府、博罗塔拉、塔尔巴哈台、斋尔、哈布塔克等天山北路至伊犁一带以及另一路测得吐鲁番厅、哈喇沙苏山尔、库尔勒直到裕勒都斯草原的相关数据。直到十月份，两路在巴里坤会合，第一次测绘结束。后因战争安全因素，测绘工作直至乾隆二十四年（公元1759年）大小和卓之乱平息。第二次测绘工作开始，此次测绘工作由明安图负责，成员有二等侍卫什长乌林太、乾清门行走蓝翎侍卫德保以及时任钦天监右监傅作霖和高慎思。此次工作重点在天山南路，喀喇沙尔厅以西，叶尔羌、和阗等地。此次测绘历经1年，于第二年三、四月份结束测绘回京后，便开始了地图绘制工作。以上测绘工作均使用西方科学方法测绘。
乾隆二十六年（公元1761年）6月，乾隆下旨确定军机处为编纂《西域图志》的机构。《西域图志》编纂工作正式开始。乾隆二十七年（公元1762年）11月底，《西域图志》初稿宣告编写完成并由大学士一等忠勇公傅恒等人上呈乾隆，乾隆当日批复：“书留览。钦此。”《西域图志》初稿完成后开始了反复增订。乾隆四十二年（公元1777年），《四库全书》编纂工作的开始，福康安、刘墉、于敏中、英廉、钱汝诚等人前后担任《西域图志》总裁，将《西域图志》初稿中的错误修正，并统一地名和人名以及增补15年来的相关史料。乾隆四十七年（公元1782年）5月，《西域图志》终稿编纂完成，并命名为《钦定皇舆西域图志》，这一年五月初十，乾隆批复：“知道了。着交武英殿刊刻并写入《四库全书》。”随着武英殿刊刻完成，从设想开始历时27年，经由13任总裁（其中9位是大学士，另外4位是侍郎以上大员）负责的《西域图志》的编纂工作全部完成。

## 内容
在《国朝宫史》中曾记载，《西域图志》为十八门四十六卷。而被列入《四库全书》的最终版《西域图志》则共分为48卷以及卷首4卷，一共20类。其中卷首4卷为天章，正文48卷则包括图考（卷1-3）、列表（卷4-5）、晷度（卷6-7）、疆域（卷8-19）、山（卷21-23）、水（卷24-28）、官制（卷29-30）、兵防（卷31）、屯政（卷32-33）、贡赋（卷34）、钱法（卷35）、学校（卷36）、封爵（卷37-38）、风俗（卷39）、音乐（卷40）、服物（卷41-42）、土产（卷43）、藩属（卷44）、杂录（卷47-48）。
天章4卷收录了乾隆帝御制诗文，其中《天章总目》收录了包括文16篇，325篇古今体诗，50篇赞。内容则包括关于準噶爾之役胜利、土尔扈特东归等历史事件的纪念碑文，以及对参战将军的赏赐、朝觐使臣等诗作。《西域图志》共有地图32幅，都集中在图考的3卷之中，地图分别是行政图《皇舆全图》、《西域地图》、《安西南路图》、《安西北路图》、《天山北路图》、《天山南路图》共8幅，地形图《西域山脉图》、《西域水道图》、《左右哈萨克部图》、《东西布鲁特部图》、《霍罕安集延玛尔噶朗那木干塔什罕诸部图》、《拔达克山博洛尔布哈尔诸部图》、《爱乌罕痕都斯坦巴勒提诸部图》共7幅，其他则是汉朝到明朝各代西域图及图说。列表共15张，记录了新疆各地历史地理沿革，其中记录在卷4中的有安西南路、安西北路、天山北路，而卷5则为天山南路以及西域藩属。
卷6到卷28记述着新疆行政地理。晷度记载的内容包括每处的方位、时区、与京城的距离、夏至、冬至的昼长夜长、午正日影等实测数字。疆域不仅记载着各个城镇居处地理信息，每一处城镇的历史以及与中原政权的联系也被考证及记载，比如裴岑纪功碑的碑文内容就被全文抄录。山水记录了新疆境内的自然地理以及坐落在不同地区山水之间的告祭文等关于清廷经营西域的内容。涉及范围则包括嘉峪关以西包括安西南、北路、天山南、北路的四大行政区域。其中安西南路是指嘉峪关、敦煌一直到新疆东部边界。安西北路是指今新疆东部地区包括哈密厅、镇西府、迪化直隸州。天山北路包括伊犁府、库尔喀喇乌苏、塔尔巴哈台。天山南路则包括南疆维吾尔城市，包括喀喇沙尔厅、喀什噶尔、叶尔羌等地。
官制、兵防、屯政、贡赋、钱法、学校、封爵、藩属记述着清政府经营和开发新疆的业绩。其中钱法、学校等内容是初本完成十几年之后，新修订加入的内容。官制记录着新疆境内因俗而设的官职及官职的演变，例如在南疆维吾尔人社会中施行的伯克制。兵防记述着各地兵额数量、兵房台站数目等。屯政记载着清政府在各地施行的屯田事宜包括屯田面积、屯兵数目、各地作物及产量等。贡赋和封爵记载了各族首领在政治和经济上受清政府管辖各项史实。藩属则分别记述的内容包括各族历史和现状，以及各族首领觑见与上表等。钱法则记述着乾隆通宝逐步代替旧有铸币使得新疆和清帝国货币流通统一和新疆经济与中原政权逐步加强的联系。学校记述着新疆文化教育事业的发展，比如清代最早在迪化州和镇西府设立学校以及科举考试在新疆的推行。
风俗、音乐、服物、土产、杂录记录了新疆准噶尔部和回部的风俗民情以及社会生活。风俗中记载了准部、回部包括畜牧、拜天、嫁娶、丧葬等内容在内的社会生活。音乐则记载了两部的乐器、乐谱，比如伊奇尔呼尔胡琴的构造、尺寸以及制作。服物除了记载在新疆生活的人们的衣物服饰，还记录了日常生活中饮食日用、坐卧之物，也包括作战、农耕等器物。土产则记载了当地动植物、矿藏珍宝的种类，比如关于和田玉的记载。杂录记载了新疆民族的世系、字书、语言、故事、附记，其中初定本中语言、字书的内容被归入杂录之中。

## 版本

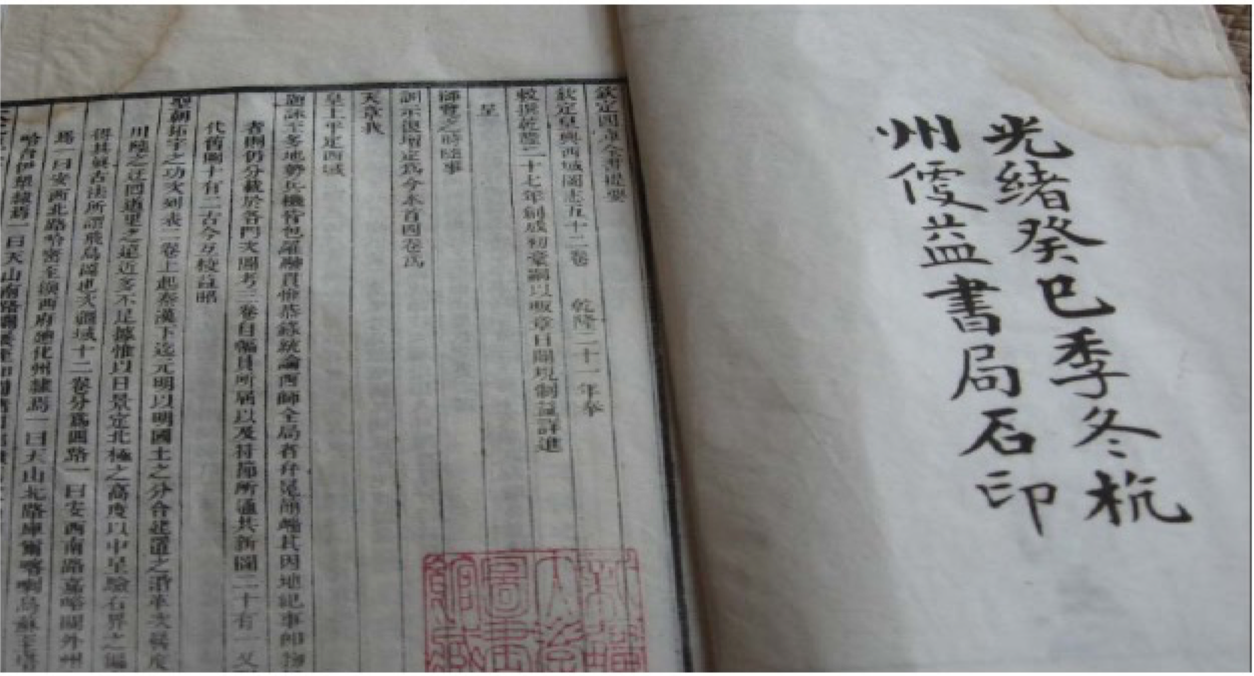
光绪十九年（公元1893年）《钦定皇舆西域图志》杭州便益书局石印本

《西域图志》版本众多，包括武英殿本、清活字本、《四库全书》本、铅印大字本、便益书局石印本、江苏广陵古籍刻印社本、台湾文海出版社本、西北文献丛书本等版本。虽然版本很多，但后期各版本均是以武英殿增补的版本作为底本出版发行的。1970年，台湾文海出版社将五册的《西域图志》收录于“中华史地名著丛刊”出版，1990年，线装书局将其收录于“中国西北文献丛书·西北稀见方志文献”第58卷，共754页。另外，1986年的天津古籍出版社以及1991年的江苏广陵古籍刻印社都将《西域图志》影印出版，这些版本均影印自武英殿本。《四库全书》底本的28卷残本原存于中国国家图书馆。1982年台湾商务印书馆出版《景印文渊阁四库全书》，此版收录的《西域图志》位列第500册，共909页。光绪十九年（公元1893年），杭州便益书局出版《钦定皇舆西域图志》石印本，此版本共二函十二册，每册从53页到84页不等。2002年，新疆人民出版社出版的《西域图志校注》便是以此石印本为基础进行校勘增补的。光绪年间还曾出版过铅印大字本，共三函二十四册。2014年，克鲁格出版社与新疆美术摄影出版社一起将《钦定皇舆西域图志》与《皇清职贡图》一起出版了图集《钦定皇舆西域图志-皇清职贡图图集》。